# Vệ tinh Galileo

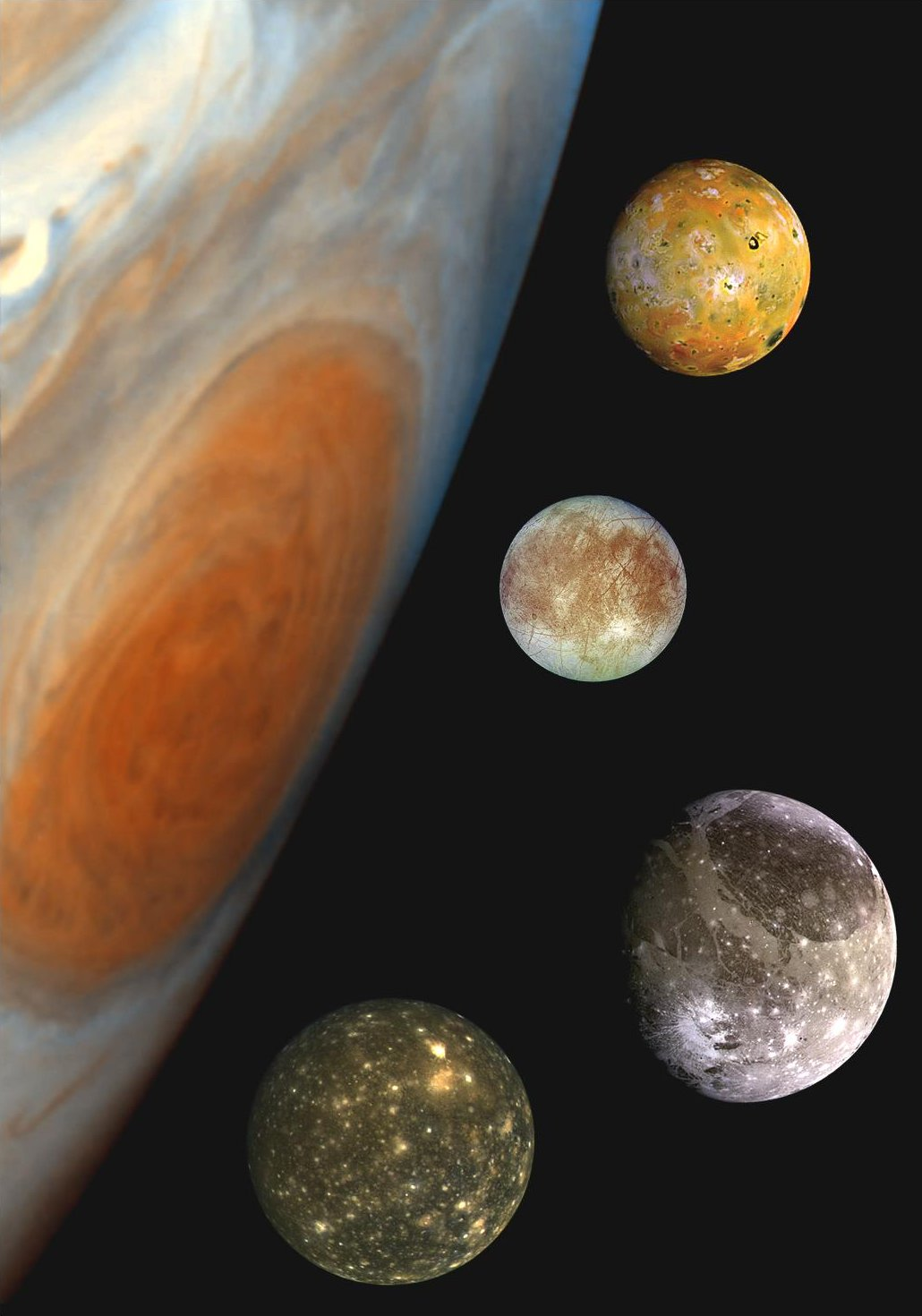
Ảnh dựng của bốn vệ tinh Galileo của Sao Mộc, trong một hình ảnh tổng hợp mô tả một phần của Sao Mộc và kích thước tương đối của chúng (các vị trí chỉ mang tính minh họa, không thật). Từ trên xuống dưới: Io, Europa, Ganymede, Callisto.

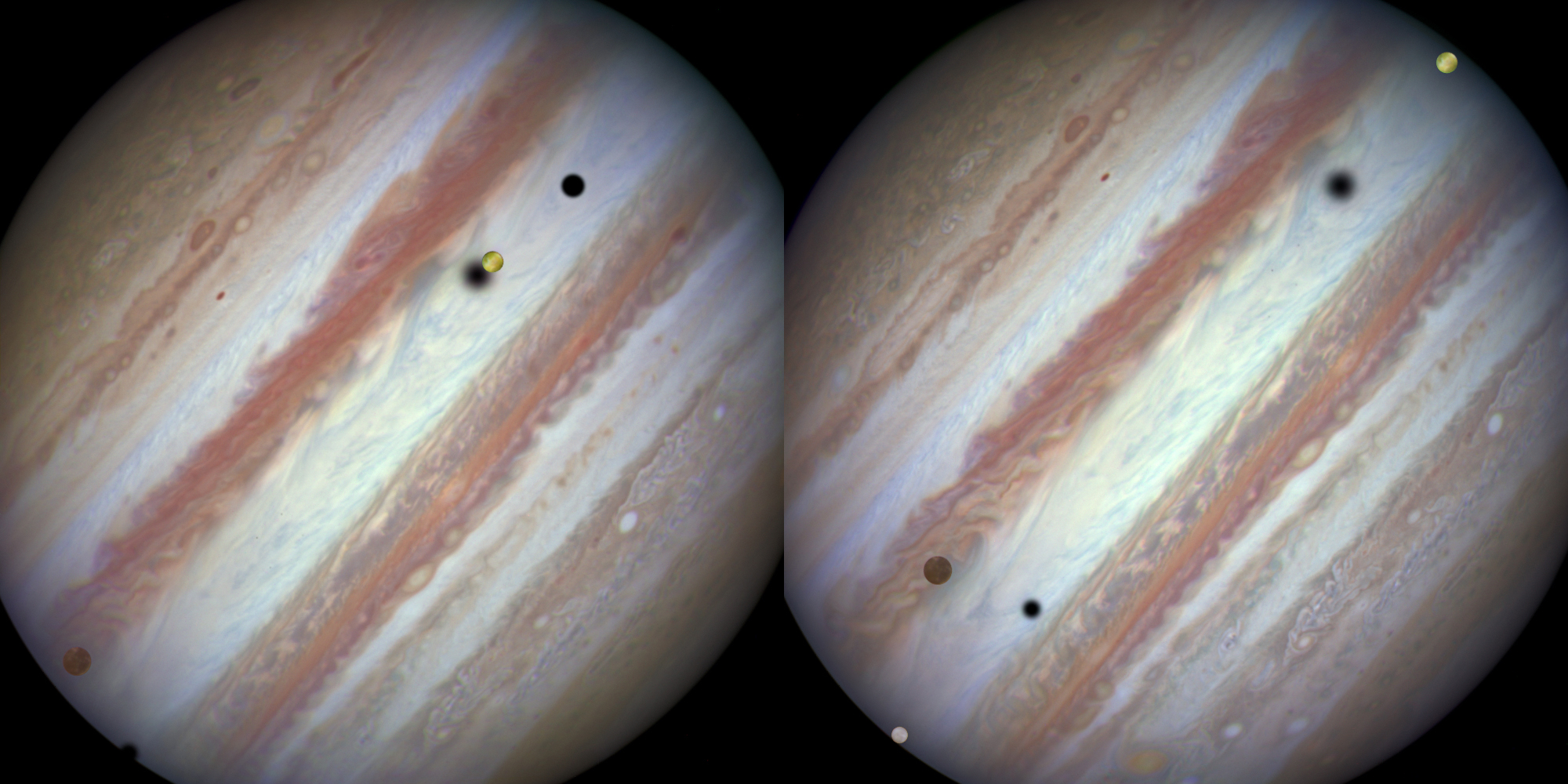
Hai góc nhìn hiếm hoi từ Kính viễn vọng không gian Hubble về ba vệ tinh Europa, Callisto và Io với bóng của chúng cùng lướt qua bề mặt Sao Mộc (24 tháng 1 năm 2015).

Vệ tinh Galileo (hay mặt trăng Galileo) là bốn vệ tinh tự nhiên lớn nhất của Sao Mộc - Io, Europa, Ganymede và Callisto. Chúng được Galileo Galilei quan sát lần đầu tiên vào tháng 12 năm 1609 hoặc tháng 1 năm 1610 và được ông công nhận là vệ tinh của Sao Mộc vào tháng 3 năm 1610. Chúng là những thiên thể đầu tiên được tìm thấy trên quỹ đạo của một hành tinh khác ngoài Trái Đất.
Chúng là một trong những thiên thể lớn nhất trong Hệ Mặt Trời ngoại trừ Mặt trời và tám hành tinh, có bán kính lớn hơn bất kỳ hành tinh lùn nào. Ganymede là vệ tinh lớn nhất trong Hệ Mặt trời thậm chí còn lớn hơn cả Sao Thủy, mặc dù khối lượng chỉ bằng một nửa. Ba vệ tinh nằm ở các vòng quỹ đạo bên trong là Io, Europa và Ganymede cộng hưởng quỹ đạo 4:2:1 với nhau. Do kích thước nhỏ hơn nhiều và do trọng lực mỗi vệ tinh quá yếu, tất cả các vệ tinh còn lại của Sao Mộc có hình dạng không đều thay vì hình dạng hình cầu.
Các vệ tinh Galileo được quan sát vào năm 1609 hoặc 1610 khi Galileo cải tiến kính viễn vọng của ông, cho phép ông quan sát các thiên thể rõ rệt hơn bao giờ hết. Các quan sát của ông cho thấy tầm quan trọng của kính viễn vọng như một công cụ cho phép các nhà thiên văn học quan sát tốt hơn, qua việc chứng minh rằng có những thiên thể trong không gian không thể nhìn thấy bằng mắt thường. Việc phát hiện các thiên thể quay quanh một thứ gì đó ngoài Trái Đất đã giáng một đòn nghiêm trọng vào hệ thống Thuyết địa tâm, một lý thuyết từ trước đó có nội dung mọi thứ đều quay quanh Trái Đất.
Galileo ban đầu đặt tên cho khám phá của mình là Cosmica Sidera ("ngôi sao của Cosimo"), nhưng những cái tên cuối cùng của chúng lại được Simon Marius chọn. Marius đã phát hiện ra các vệ tinh một cách độc lập cùng thời điểm với Galileo, ngày 8 tháng 1 năm 1610 và đặt cho các vệ tinh này tên hiện tại của chúng, bắt nguồn từ những người tình của Zeus được đề xuất bởi Johannes Kepler trong tác phẩm Mundus Jovialis của ông, xuất bản vào năm 1614.
Đây là bốn vệ tinh duy nhất của Sao Mộc được biết đến, cho đến khi phát hiện ra "vệ tinh thứ năm của Sao Mộc" vào năm 1892.

## Lịch sử

### Khám phá

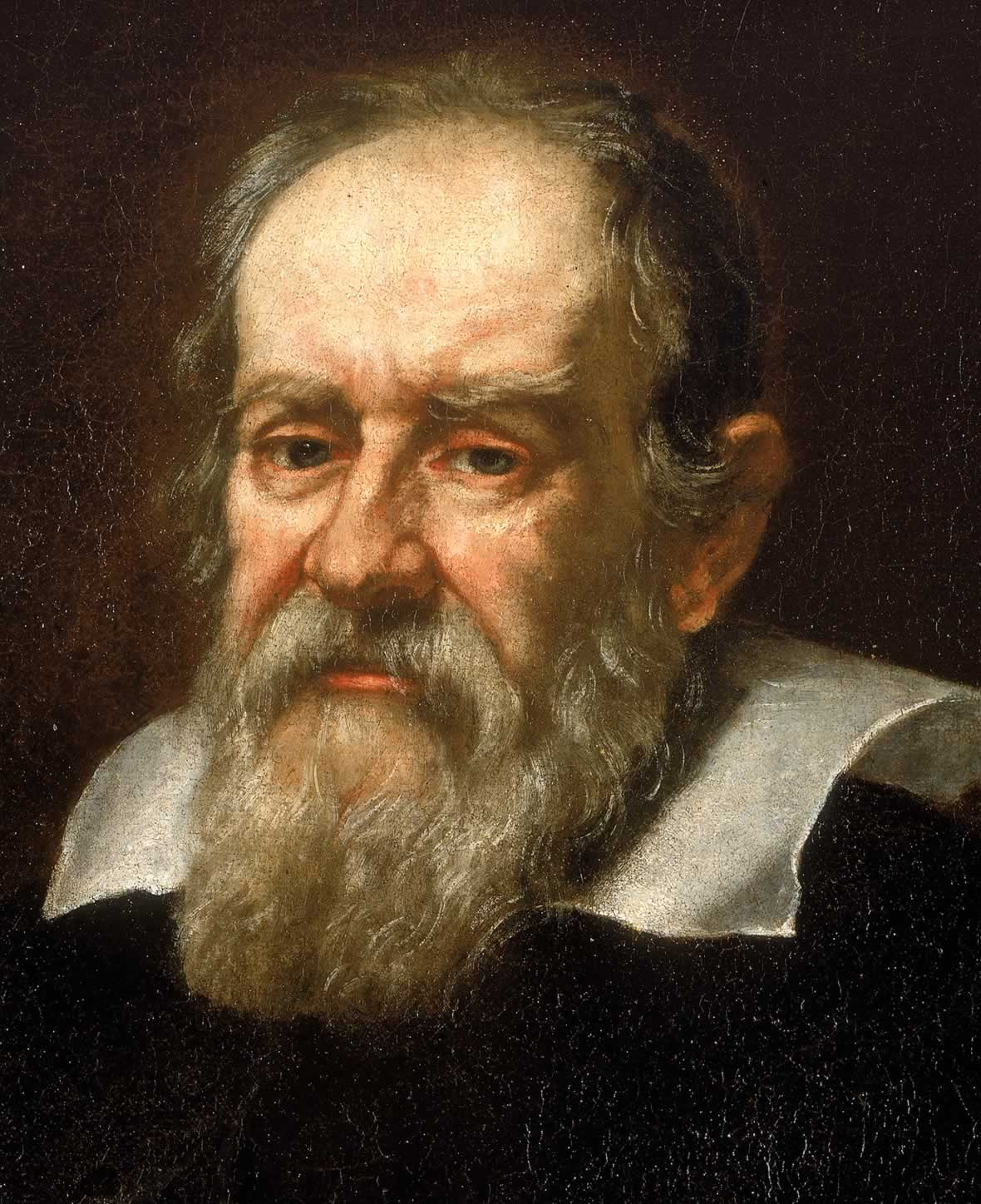
Galileo Galilei, người phát hiện ra bốn vệ tinh.

Với kết quả từ các cải tiến mà Galileo Galilei đã tạo ra cho kính viễn vọng của ông, khả năng phóng đại đã tăng 20 lần, ông đã có thể nhìn thấy các thiên thể rõ rệt hơn bao giờ hết. Điều này cho phép ông quan sát vào tháng 12 năm 1609 hoặc tháng 1 năm 1610 các thiên thể được gọi là vệ tinh Galileo.
Vào ngày 7 tháng 1 năm 1610, Galileo đã viết một bức thư chứa nội dung lần đầu tiên đề cập các vệ tinh của Sao Mộc. Vào thời điểm đó, ông chỉ nhìn thấy ba trong số chúng và ông tin rằng chúng là những ngôi sao cố định gần Sao Mộc. Ông tiếp tục quan sát các thiên cầu này từ ngày 8 tháng 1 đến ngày 2 tháng 3 năm 1610. Trong những lần quan sát này, ông đã phát hiện ra một thiên thể thứ tư, và quan sát thấy rằng cả bốn không phải là các ngôi sao cố định, mà là quay quanh Sao Mộc.
Khám phá của Galileo đã chứng minh tầm quan trọng của kính viễn vọng như một công cụ cho các nhà thiên văn học, bằng cách chỉ ra rằng có những vật thể trong không gian được phát hiện cho đến lúc đó vẫn không thể nhìn thấy bằng mắt thường. Quan trọng hơn, việc phát hiện các thiên thể quay quanh một thứ khác ngoài Trái Đất đã giáng một đòn mạnh vào hệ thống thế giới Thuyết địa tâm, vốn đã được chấp nhận trước đó với quan điểm cho rằng Trái Đất nằm ở trung tâm của vũ trụ và tất cả các thiên thể khác đều xoay quanh nó. Sidereus Nuncius (Sứ giả Starry) của Galileo đã công bố các quan sát thiên thể qua kính viễn vọng của ông, không đề cập rõ ràng đến Thuyết nhật tâm của Copernicus, một lý thuyết đặt Mặt trời ở trung tâm của vũ trụ. Tuy nhiên, Galileo đã chấp nhận lý thuyết của Copernicus.
Một nhà sử học thiên văn Trung Quốc là Xi Zezong đã tuyên bố về một "ngôi sao nhỏ màu đỏ" được quan sát gần Sao Mộc vào năm 362 trước Công nguyên bởi nhà thiên văn học Trung Quốc Gan De, có thể đó là Ganymede, trước phát hiện của Galile khoảng hai thiên niên kỷ.
Các quan sát của Simon Marius cũng là hoạt động đáng chú ý khác về quan sát này, ông đã viết báo cáo quan sát các vệ tinh này vào năm 1609. Tuy nhiên, vì ông không công bố những phát hiện này cho đến khi Galileo công bố, quan sát của ông bị xem là không chắc chắn.

### Phục vụ cho Medici

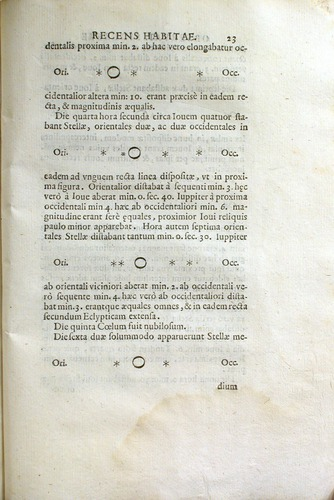
Các ngôi sao Medicis trong Sidereus Nuncius (the 'starry messenger'), 1610. Các vệ tinh được vẽ trong các vị trí thay đổi.

Năm 1605, Galileo đã được thuê làm gia sư toán học cho đại công tước Cosimo de' Medici. Năm 1609, Cosimo trở thành Đại công tước Cosimo II của Toscana. Ông đã tìm kiếm sự bảo trợ từ học trò cũ giàu có và gia đình quyền lực của mình, ông đã sử dụng khám phá các vệ tinh của Sao Mộc để có được điều đó. Vào ngày 13 tháng 2 năm 1610, Galileo đã viết thư cho thư ký của Đại công tước:
"Chúa ban cho tôi khả năng, thông qua một dấu hiệu đơn độc nhằm tiết lộ cho Chúa tôi sự tận tâm của tôi và mong muốn tôi có được cái tên vinh quang của anh ấy sống ngang hàng giữa các vì sao, và điều đó tùy thuộc vào tôi, người phát hiện đầu tiên đặt tên cho những hành tinh mới này, tôi ước sẽ bắt chước các nhà hiền triết vĩ đại đã đặt tên những anh hùng xuất sắc nhất trong các thời đại trước đó cho các ngôi sao, để khắc ghi tên chúng bằng tên của Công tước vĩ đại nhất."
Galileo hỏi liệu anh ta nên đặt tên cho các vệ tinh là "Ngôi sao Cosmian", sau Cosimo hay "Những ngôi sao Medician", điều này sẽ tôn vinh cả bốn anh em trong gia tộc Medici. Thư ký trả lời rằng tên sau sẽ là tốt nhất.
Vào ngày 12 tháng 3 năm 1610, Galileo đã viết bức thư cống hiến của mình cho Công tước xứ Toscana, và ngày hôm sau đã gửi một bản sao cho Đại công tước, với hy vọng có được sự tài trợ của Đại công tước càng nhanh càng tốt. Vào ngày 19 tháng 3, ông gửi chiếc kính viễn vọng mà ông đã sử dụng để lần đầu tiên quan sát các vệ tinh của Sao Mộc cho Đại công tước, cùng với một bản sao chính thức của Sidereus Nuncius (The Starry Messenger), theo lời khuyên của thư ký, hoàn thành đặt tên cho bốn vệ tinh là Những ngôi sao Medician. Trong phần giới thiệu cống hiến của mình, Galileo đã viết:

Hiếm khi có những ân sủng bất tử từ tâm hồn ngài, ân sủng đó đã bắt đầu tỏa sáng trên Trái Đất sáng hơn những ngôi sao trên thiên đàng, giống như những chiếc lưỡi, chúng sẽ nói thay và tôn vinh lên những đức tính tuyệt vời nhất của ngài suốt mọi thời đại. Vì điều này, mà bốn ngôi sao dành riêng cho tên tuổi lừng lẫy của ngài... cũng là... thực hiện hành trình và quỹ đạo của chúng với tốc độ kỳ diệu xung quanh những ngôi sao của Sao Mộc... giống như những đứa trẻ trong cùng một gia đình... Đúng như vậy, sự xuất hiện đó như chính người đã làm nên những ngôi sao vậy, với những lý lẽ rõ ràng đã khuyên tôi gọi những hành tinh mới này bằng cái tên lừng lẫy của Hoàng thân trước tất cả mọi người.

### Tên gọi

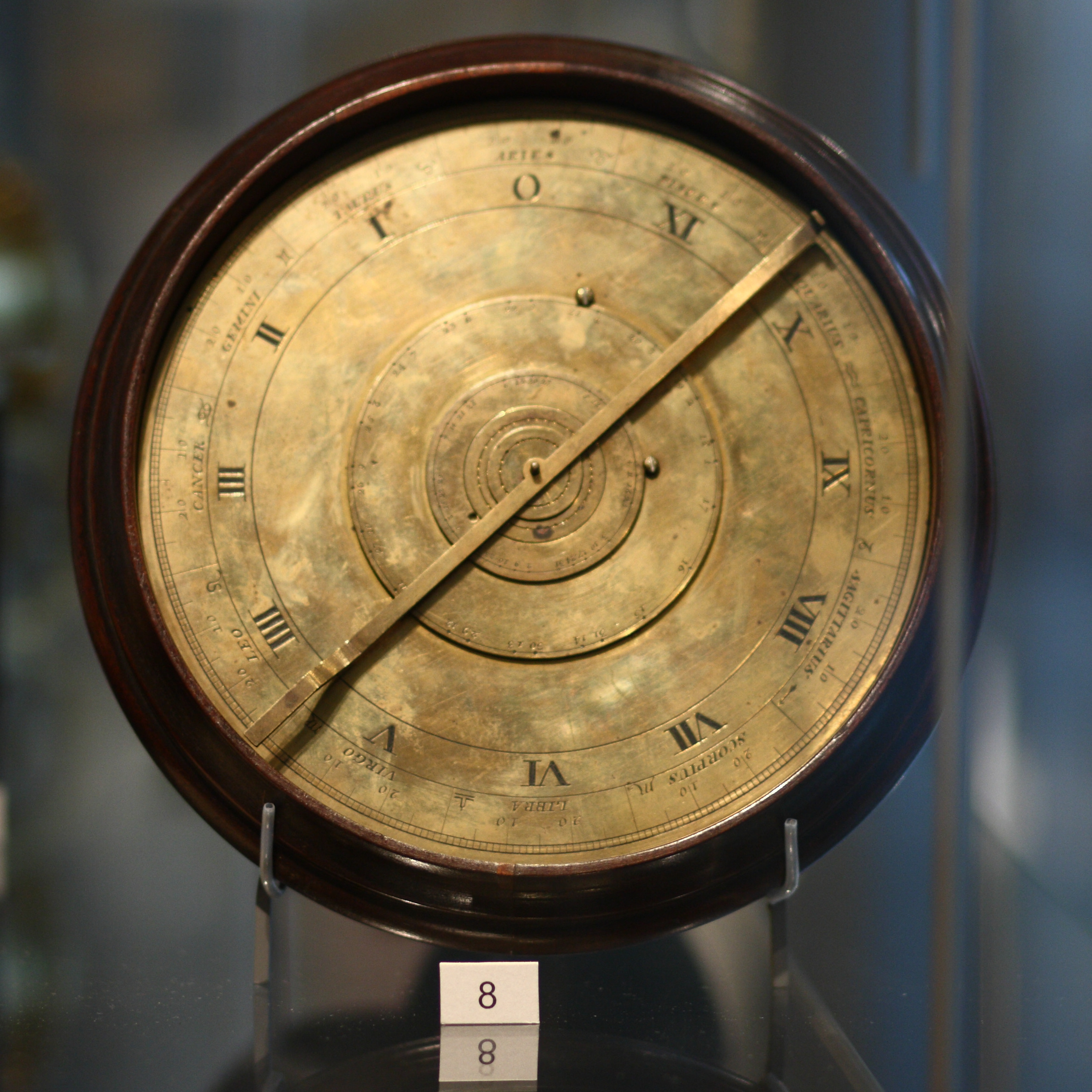
Một Jovilabe: một cỗ máy để xác định quỹ đạo của các vệ tinh của Sao Mộc vào giữa thế kỷ 18.

Galileo ban đầu gọi khám phá của mình là Cosmica Sidera ("ngôi sao của Cosimo"), để vinh danh Cosimo II de' Medici (1590–1621). Theo đề nghị của Cosimo, Galileo đã đổi tên thành Medicea Sidera ("các ngôi sao Medician "), vinh danh cả bốn anh em nhà Medici (Cosimo, Francesco, Carlo và Lorenzo). Phát hiện này đã được công bố trên Sidereus Nuncius ("Starry Messenger"), được xuất bản tại Venice vào tháng 3 năm 1610, chưa đầy hai tháng sau những quan sát đầu tiên.
Các tên khác đưa ra bao gồm:
- I. Principharus (dành cho "hoàng tử" của xứ Toscana), II. Victripharus (sau Vittoria della Rovere), III. Cosmipharus (sau Cosimo de' Medici) và IV. Fernipharus (sau Công tước Ferdinando de' Medici)[13] - bởi Giovanni Battista Hodierna, một học trò của Galileo và là tác giả của Lịch thiên văn đầu tiên (Medicaeorum Ephemerides, 1656);[12]
- Circulatores Jovis, hay Jovis Comites – bởi Johannes Hevelius;[12]
- Gardes, hay Satellites (từ tiếng Latin satelles, satellitis, nghĩa là "kẻ đi theo") – bởi Jacques Ozanam.[12]

Những cái tên cuối cùng đã được Simon Marius đặt, ông là người đã phát hiện ra các vệ tinh một cách độc lập cùng lúc với Galileo: ông đặt tên cho chúng bắt nguồn từ gợi ý của Johannes Kepler đặt theo tên những người yêu thích thần Zeus (tương đương với Sao Mộc của Hy Lạp) là: Io, Europa, Ganymede và Callisto, ghi trong tác phẩm của ông Mundus Jovialis xuất bản vào năm 1614.
Galileo kiên quyết từ chối sử dụng tên của Marius và phát minh ra tên đính kèm số vẫn được sử dụng cho đến ngày nay, song song với tên của vệ tinh mà nó được đặt. Các số được đánh dần từ Sao Mộc ra bên ngoài, lần lượt là I, II, III và IV cho Io, Europa, Ganymede và Callisto. Galileo đã sử dụng hệ thống này trong sổ ghi chép của mình nhưng chưa bao giờ xuất bản chúng. Các tên được đánh số (Sao Mộc x) đã được sử dụng cho đến giữa thế kỷ 20 khi các vệ tinh khác bên trong quỹ đạo Sao Mộc được phát hiện và tên của Marius trở nên được sử dụng rộng rãi.

### Xác định kinh độ
- Xem thêm: Lịch sử kinh độ

Galileo đã phát triển một phương pháp xác định kinh độ dựa trên thời gian quay quanh quỹ đạo của các vệ tinh Galileo. Thời gian thiên thực của các vệ tinh có thể được tính toán chính xác sớm và so sánh với các quan sát trên đất liền hoặc trên tàu để xác định thời gian và kinh độ tại địa điểm đó. Vấn đề chính của kỹ thuật là rất khó quan sát các vệ tinh Galileo qua kính viễn vọng trên một con tàu đang di chuyển; một vấn đề mà Galileo đã cố gắng giải quyết và ông đã phát minh ra celatone. Phương pháp này được Cassini và Picard sử dụng để lập lại bản đồ nước Pháp.

## Nhóm vệ tinh
Một số mô hình dự đoán rằng có thể đã có một vài thế hệ vệ tinh Galileo trong lịch sử thuở ban đầu của Sao Mộc. Mỗi thế hệ các vệ tinh được hình thành sẽ chuyển động xoắn ốc vào trong Sao Mộc và bị phá hủy, do tương tác thủy tĩnh với đĩa vệ tinh nguyên sinh của Sao Mộc các vệ tinh mới hình thành từ các mảnh vụn còn lại. Vào thời điểm thế hệ vệ tinh hiện tại hình thành, khí gas trong đĩa vệ tinh nguyên sinh đã mỏng đi đến mức nó không còn can thiệp chuyển động nhiều vào quỹ đạo của các vệ tinh.
Các mô hình khác cho thấy các vệ tinh Galileo hình thành bên trong đĩa vệ tinh nguyên sinh, trong đó thời gian hình thành tương đương hoặc ngắn hơn thời gian di chuyển trên quỹ đạo. Io là khan và có khả năng có một cấu trúc địa chất của đá và kim loại. Europa được cho là chứa 8% băng và nước trong toàn bộ khối lượng hiện tại của nó. Những vệ tinh này, theo thứ tự tăng dần khoảng cách từ Sao Mộc:
| Tên                  | Ảnh | Cấu trúc bên trong I E G C | Đường kính (km)           | Khối lượng (kg) | Tỉ trọng (g/cm³) | Bán trục lớn (km) | Chu kỳ quỹ đạo (Ngày) (tương đối) | Độ nghiêng quỹ đạo (°) | Độ lệch tâm quỹ đạo |
| -------------------- | --- | -------------------------- | ------------------------- | --------------- | ---------------- | ----------------- | --------------------------------- | ---------------------- | ------------------- |
| Io Jupiter I         |     |                            | 3.660,0 ×3.637,4 ×3.630,6 | 8,93×1022       | 3,528            | 421.800           | 1,769 (1)                         | 0,050                  | 0,0041              |
| Europa Jupiter II    |     |                            | 3.121,6                   | 4,8×1022        | 3,014            | 671.100           | 3,551 (2,0)                       | 0,471                  | 0,0094              |
| Ganymede Jupiter III |     |                            | 5.268,2                   | 1,48×1023       | 1,942            | 1.070.400         | 7,155 (4,0)                       | 0,204                  | 0,0011              |
| Callisto Jupiter IV  |     |                            | 4.820,6                   | 1,08×1023       | 1,834            | 1.882.700         | 16,69 (9,4)                       | 0,205                  | 0,0074              |

### Io

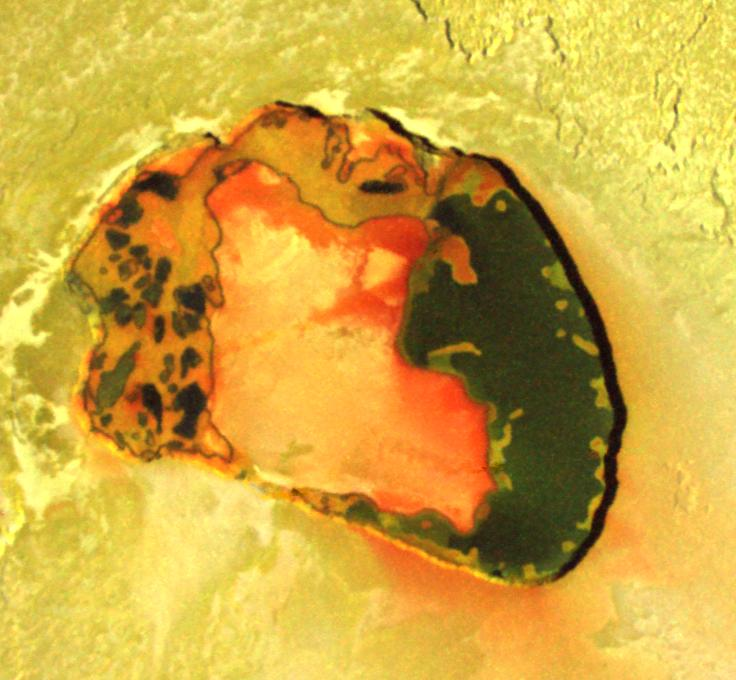
Tupan Patera trên Io.

Núi lửa Tvashtar Paterae trên Io

Io (Sao Mộc I) là vệ tinh nằm trong cùng của bốn vệ tinh Galileo quay quanh Sao Mộc, có đường kính 3.642 km, là vệ tinh tự nhiên lớn thứ tư trong Hệ Mặt trời. Nó được đặt theo tên của Io, một nữ tu sĩ của Hera, một trong những người yêu của Zeus. Tuy nhiên, nó được gọi đơn giản là "Sao Mộc I" hay "Vệ tinh đầu tiên của Sao Mộc", cho đến giữa thế kỷ 20.
Với hơn 400 núi lửa đang hoạt động, Io là thiên thể có hoạt động địa chất mạnh nhất trong Hệ Mặt trời. Bề mặt của nó rải rác hơn 100 ngọn núi, một số trong đó cao hơn đỉnh Everest của Trái Đất.
Mặc dù chưa được xác minh, dữ liệu gần đây từ quỹ đạo Galileo cho thấy Io có thể có từ trường riêng. Io có một bầu không khí cực kỳ mỏng được tạo nên chủ yếu từ lưu huỳnh dioxide (SO2). Nếu một dữ liệu bề mặt hay tàu thu thập đến được Io trong tương lai, đó sẽ là điều cực kỳ khó khăn (tương tự như các xe chuyên dụng từ tàu đổ bộ Venera của Liên Xô) để vận hành nguyên vẹn bởi bức xạ và từ trường bắt nguồn từ Sao Mộc.

### Europa

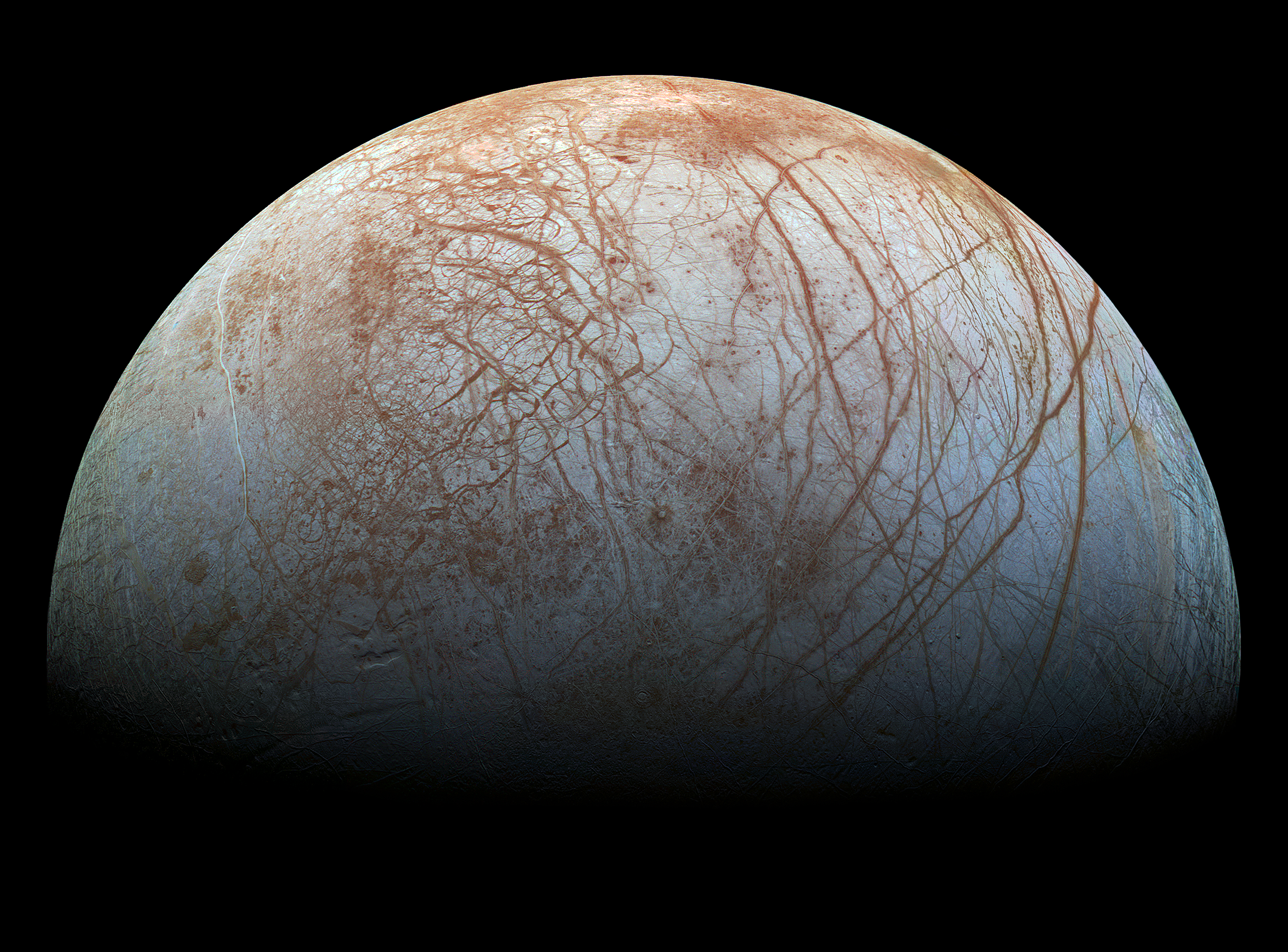
Europa.

Europa (Sao Mộc II), vệ tinh thứ hai trong bốn vệ tinh của Galileo, nằm ở vị trí thứ hai gần nhất với Sao Mộc và nhỏ nhất với đường kính 3.121,6 km, nhỏ hơn Mặt trăng một chút. Tên gọi này xuất phát từ tên của một nữ quý tộc Phoenicia huyền thoại, Europa, nữ thần mà thần Zeus tán tỉnh và về sau trở thành nữ hoàng của đảo Crete, mặc dù tên này không được sử dụng rộng rãi cho đến giữa thế kỷ 20.
Vệ tinh này có bề mặt nhẵn mịn và sáng, với một lớp nước bao quanh bề mặt của hành tinh, được cho là dày 100 km. Bề mặt nhẵn bao gồm một lớp băng, trong khi đáy băng theo lý thuyết là nước lỏng. Tuổi bề mặt trẻ và sự mịn màng của nó đã dẫn đến giả thuyết rằng một đại dương nước lỏng tồn tại bên dưới nó, có thể hình dung đó như là một nơi có thể trú ngụ cho sự sống ngoài Trái Đất. Năng lượng nhiệt từ uốn cong thủy triều đảm bảo rằng đại dương vẫn ở dạng lỏng và điều khiển hoạt động địa chất. Sự sống được xem có thể tồn tại trong đại dương dưới băng của Europa. Nhưng cho đến nay, không có bằng chứng nào cho thấy sự sống tồn tại trên Europa, nhưng khả năng có sự hiện diện của nước lỏng đã thúc đẩy các cuộc nghiên cứu để gửi thăm dò đến đó.

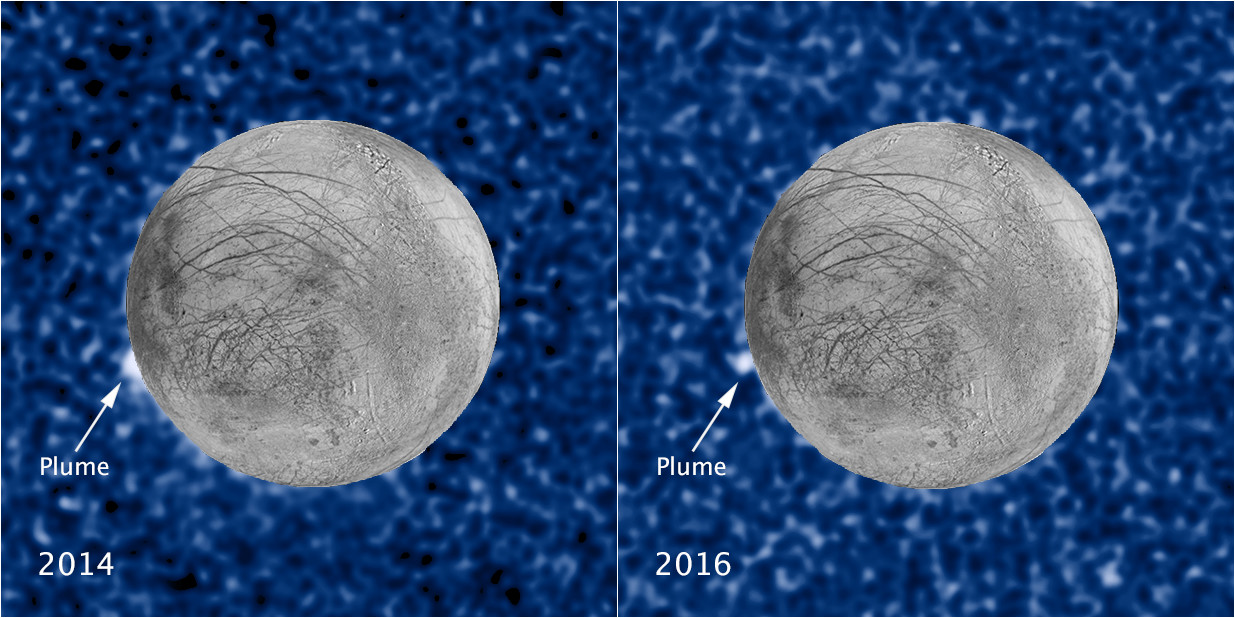
Hoạt động địa chất liên tục ở Europa.

Các dấu hiệu nổi bật trên bề mặt vệ tinh dường như chủ yếu là địa hình albedo, trong đó phần nhiều là địa hình thấp. Có ít miệng hố trên Europa vì bề mặt của nó nhiều hoạt động kiến tạo và độ tuổi trẻ. Một số giả thuyết cho rằng lực hấp dẫn của Sao Mộc đang gây ra những dấu hiệu này, vì một bên của Europa vĩnh viễn phải đối diện với Sao Mộc. Ngoài ra, các vụ phun trào nước núi lửa chia tách bề mặt của Europa và thậm chí các mạch nước phun đã được coi là một nguyên nhân. Các dấu vết địa hình có màu nâu đỏ, được cho là do lưu huỳnh gây ra, nhưng các nhà khoa học không thể xác nhận điều đó, bởi vì không có thiết bị thu thập dữ liệu nào được gửi đến Europa. Europa chủ yếu là đá silicat và có lõi sắt. Nó có một bầu không khí mỏng với thành phần bao gồm chủ yếu là oxy.

### Ganymede

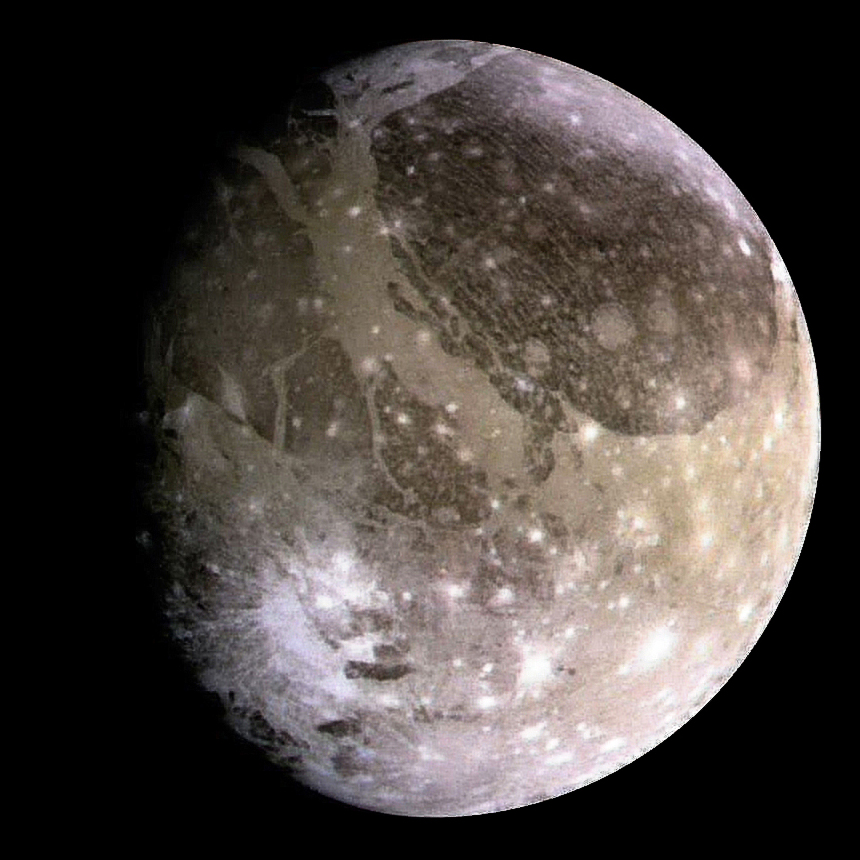
Ganymede.

Ganymede (Jupiter III), là vệ tinh Galileo thứ ba, được đặt theo tên của vị thần Ganymede, cupbearer của các vị thần Hy Lạp và thần Zeus. Ganymede là vệ tinh tự nhiên lớn nhất trong Hệ Mặt trời có đường kính 5.262,4 km, nó lớn hơn cả hành tinh Sao Thủy - mặc dù chỉ bằng một nửa khối lượng Sao Thủy vì Ganymede là một thế giới băng giá. Đây là vệ tinh duy nhất trong Hệ Mặt trời được biết là sở hữu một từ quyển, có khả năng được tạo ra thông qua sự đối lưu bên trong lõi sắt lỏng.
Ganymede được cấu tạo chủ yếu từ đá silicat và nước đá, và có một đại dương nước mặn được cho là tồn tại với độ dày gần 200 km dưới bề mặt của Ganymede, nằm kẹp giữa các lớp băng. Lõi kim loại của Ganymede cho thấy sức nóng lớn hơn trong quá khứ đã được đề xuất. Bề mặt là sự pha trộn của hai loại địa hình, các khu vực tối tăm có nhiều miệng núi lửa cao và trẻ hơn, nhưng vẫn có địa hình cổ xưa, với mảng lớn các rãnh và rặng núi. Ganymede có số lượng miệng hố lớn, nhưng nhiều miệng đã biến mất hoặc hầu như không nhìn thấy do lớp băng giá của nó hình thành trên chúng. Vệ tinh này có bầu khí quyển oxy mỏng bao gồm O, O2 và có thể có O3 (ozone) và một số nguyên tử hydro.

### Callisto

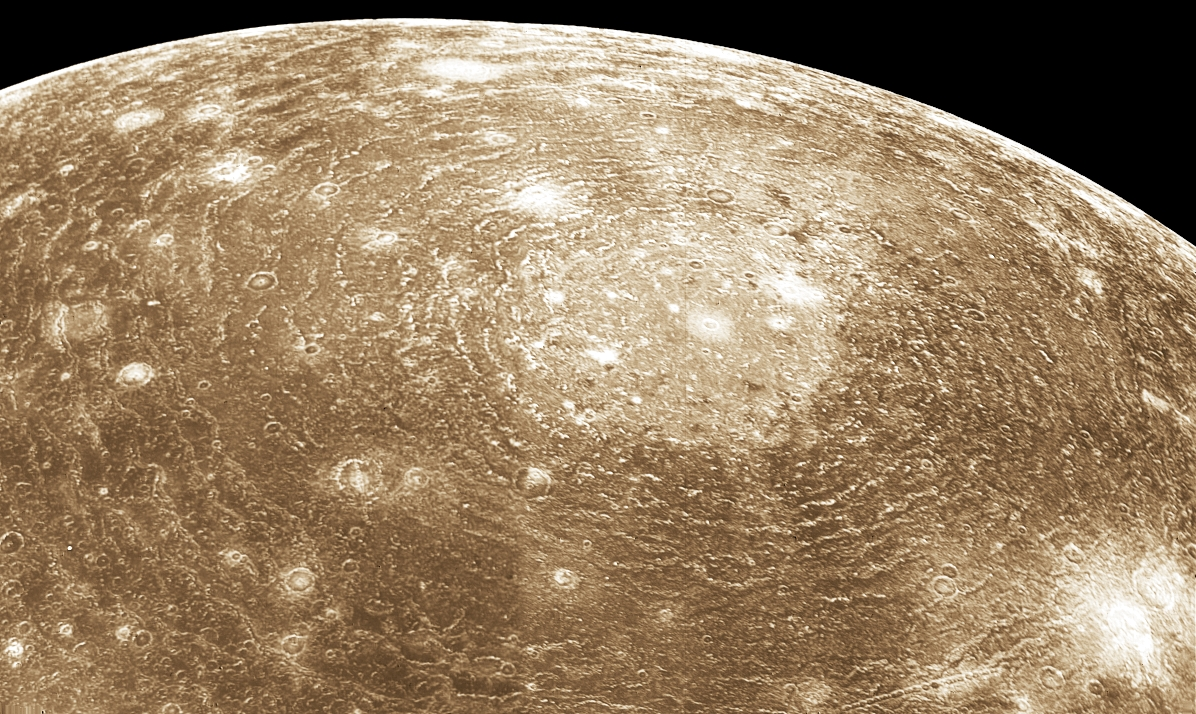
Miệng núi lửa va chạm Valhalla của Callisto quan sát từ Voyager.

Callisto (Sao Mộc IV) là vệ tinh Galileo thứ tư và cuối cùng, và là vệ tinh lớn thứ hai trong bốn vệ tinh, có đường kính 4.820,6 km, đây là vệ tinh lớn thứ ba trong Hệ Mặt trời và chỉ nhỏ hơn Sao Thủy, mặc dù chỉ bằng một phần ba của khối lượng Sao Thủy. Nó được đặt theo tên của nữ thần Hy Lạp Callisto, người yêu của thần Zeus, con gái của Vua Arkadia Lykaon và là bạn đồng hành săn bắn của nữ thần Artemis. Vệ tinh này không tạo thành một phần của cộng hưởng quỹ đạo ảnh hưởng đến ba vệ tinh Galile bên trong và do đó không gặp phải sự nóng lên đáng kể của thủy triều. Callisto có thành phần khối lượng xấp xỉ bằng nhau giữa đá và băng, khiến nó trở nên dày đặc nhất trong các vệ tinh Galileo. Đây là một trong những vệ tinh có miệng núi lửa lớn nhất trong Hệ Mặt trời, và một đặc điểm chính là một lưu vực rộng khoảng 3.000 km có tên Valhalla.
Callisto được bao quanh bởi một bầu không khí cực kỳ mỏng bao gồm cacbon dioxide và có lẽ là oxy. Điều tra cho thấy Callisto có thể có một đại dương nước lỏng dưới bên dưới ở độ sâu khoảng 300 km. Sự hiện diện của một đại dương trong Callisto cho thấy rằng nó có thể hoặc có thể chứa đựng sự sống. Tuy nhiên, điều này ít có khả năng hơn trên Europa gần đó. Callisto từ lâu đã được coi là nơi thích hợp nhất cho một căn cứ của con người để khám phá hệ thống Sao Mộc trong tương lai vì nó nằm xa nhất từ bức xạ cực mạnh của Sao Mộc.

## Cấu trúc so sánh
| Vệ tinh  | rem/ngày |
| -------- | -------- |
| Io       | 3600     |
| Europa   | 540      |
| Ganymede | 8        |
| Callisto | 0.01     |

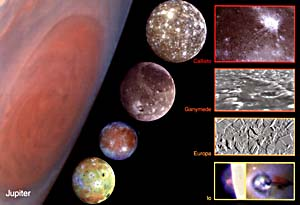
So sánh (Vết Đỏ Lớn) Sao Mộc và bốn vệ tinh tự nhiên lớn nhất của nó.

Biến động quỹ đạo của các vệ tinh Galileo cho thấy mật độ trung bình của chúng giảm dần theo khoảng cách từ Sao Mộc. Callisto là vệ tinh ngoài cùng và dày đặc nhất trong bốn vệ tinh, có mật độ trung gian giữa băng và đá, trong khi vệ tinh Io trong cùng và dày đặc nhất, có mật độ trung gian giữa đá và sắt. Callisto có bề mặt cổ xưa, hố va chạm lớn và bề mặt băng không bị biến đổi và cách nó quay cho thấy mật độ của nó phân bố đều và nó không có lõi đá hoặc kim loại mà bao gồm một hỗn hợp đồng nhất của đá và băng. Đây có thể là cấu trúc ban đầu của tất cả bốn vệ tinh. Ngược lại, chuyển động quay của ba vệ tinh bên trong cho thấy sự khác biệt bên trong chúng với vật chất đậm đặc hơn ở lõi và vật chất nhẹ hơn ở phần ngoài. Chúng cũng cho thấy sự thay đổi đáng kể của bề mặt. Quá trình kiến tạo quá khứ của bề mặt Ganymede băng đòi hỏi sự tan chảy một phần của các lớp dưới bề mặt. Chuyển động gần đây của Europa cho thấy lớp vỏ băng mỏng hơn. Cuối cùng là vệ tinh Io, nằm trong cùng, có bề mặt lưu huỳnh, núi lửa hoạt động và không có dấu hiệu của băng. Tất cả các bằng chứng này cho thấy vệ tinh nào càng gần sao Mộc thì càng nóng bên trong lòng chúng. Mô hình hiện tại của các vệ tinh là việc trải qua sự nóng lên của thủy triều như kết quả của từ trường hấp dẫn của Sao Mộc theo tỷ lệ nghịch với bình phương khoảng cách của chúng với hành tinh này. Trong tất cả vệ tinh trừ Callisto, điều này làm tan chảy lớp băng bên trong, cho phép đá và sắt chìm vào bên trong và nước có thể phủ lên bề mặt. Ở Ganymede, một lớp băng dày và rắn đã hình thành. Europa thì ấm hơn, với một lớp vỏ mỏng dễ vỡ hơn hình thành. Còn Io thì nhiệt độ nóng đến nỗi tất cả đá tan chảy và nước từ lâu đã bốc hơi vào không gian.

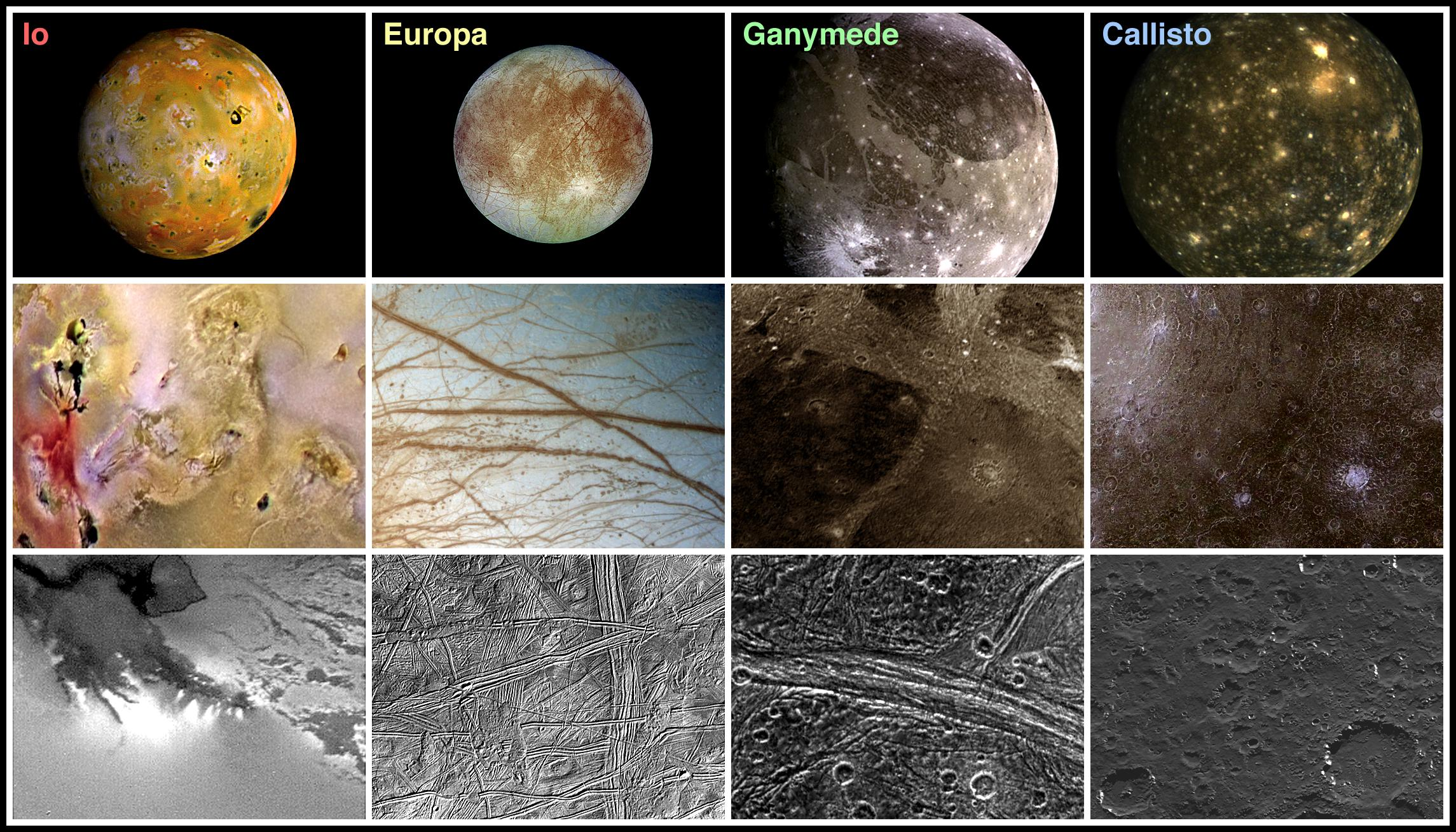
Các đặc điểm bề mặt của bốn vệ tinh ở các mức ảnh thu phóng khác nhau trong mỗi hàng

### Kích thước

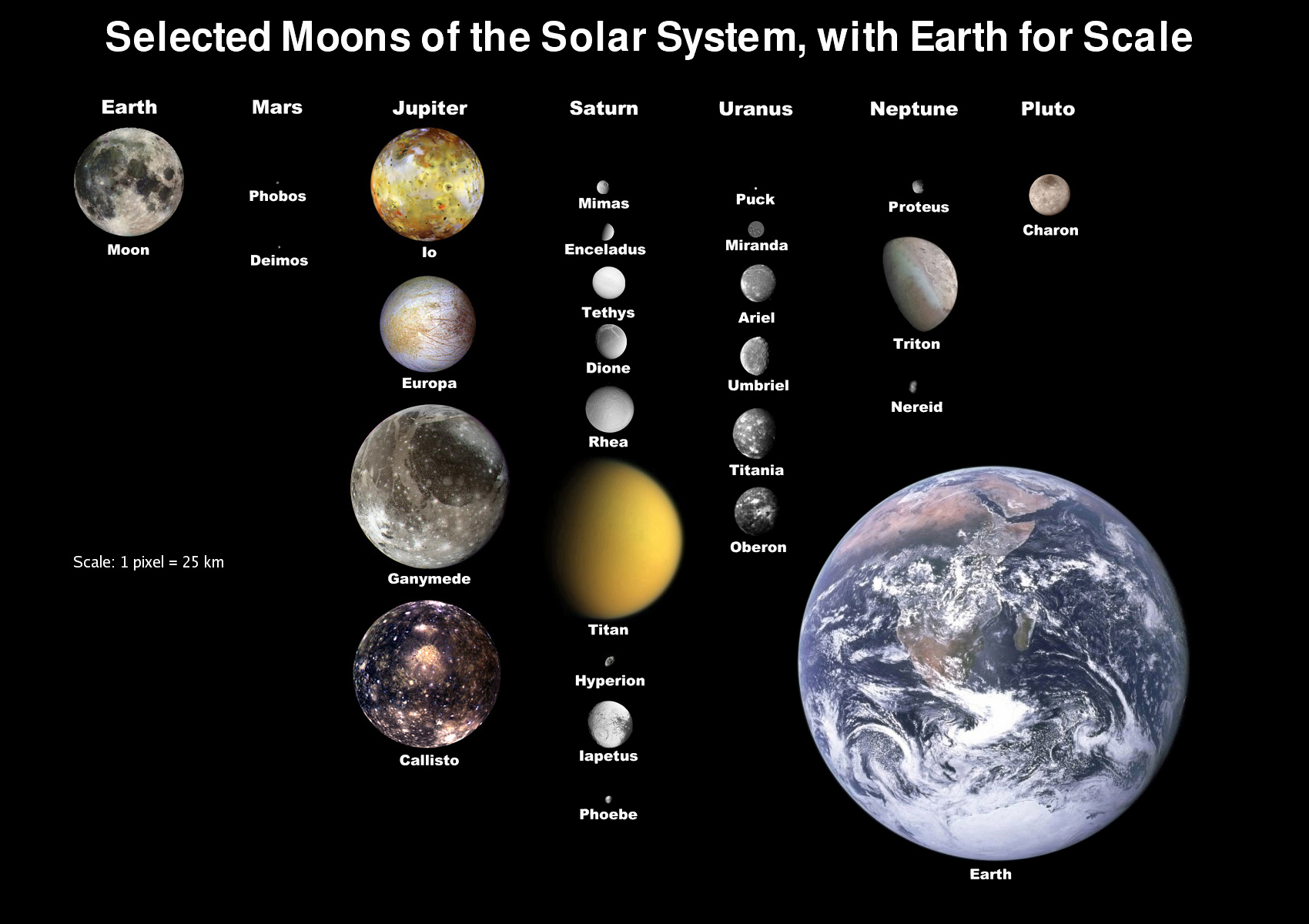
Các vệ tinh Galileo so với vệ tinh của các hành tinh khác (và với Trái Đất; tỷ lệ được thay đổi thành 1 pixel = 94 km ở độ phân giải này).

## Nguồn gốc và sự tiến hóa

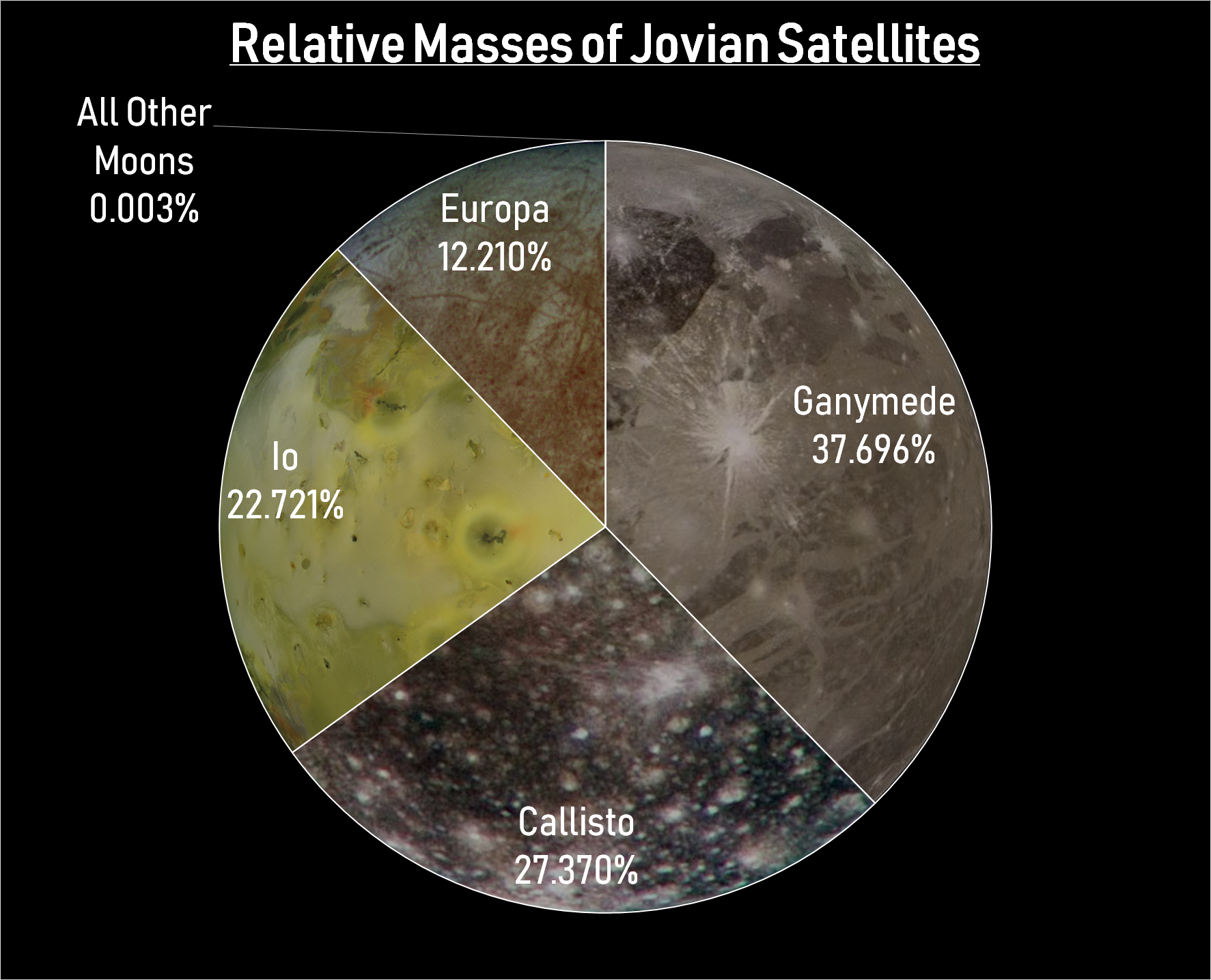
Các khối lượng tương đối của các vệ tinh Jovian. Những vệ tinh nhỏ hơn Europa không thể nhìn thấy ở tỷ lệ này và kết hợp sẽ chỉ hiển thị ở độ phóng đại 100 lần.

## Tầm nhìn và quan sát

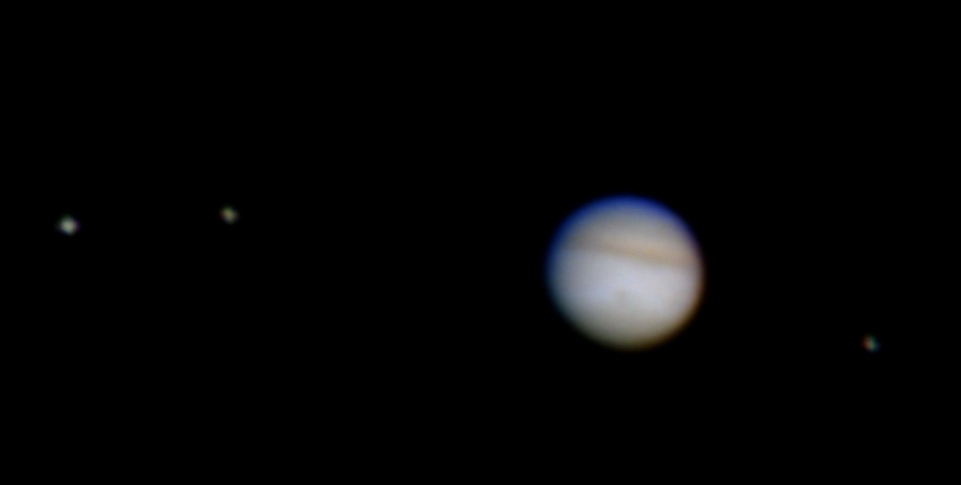
Sao Mộc và bốn vệ tinh Galileo của nó được quan sát bằng kính viễn vọng nghiệp dư.

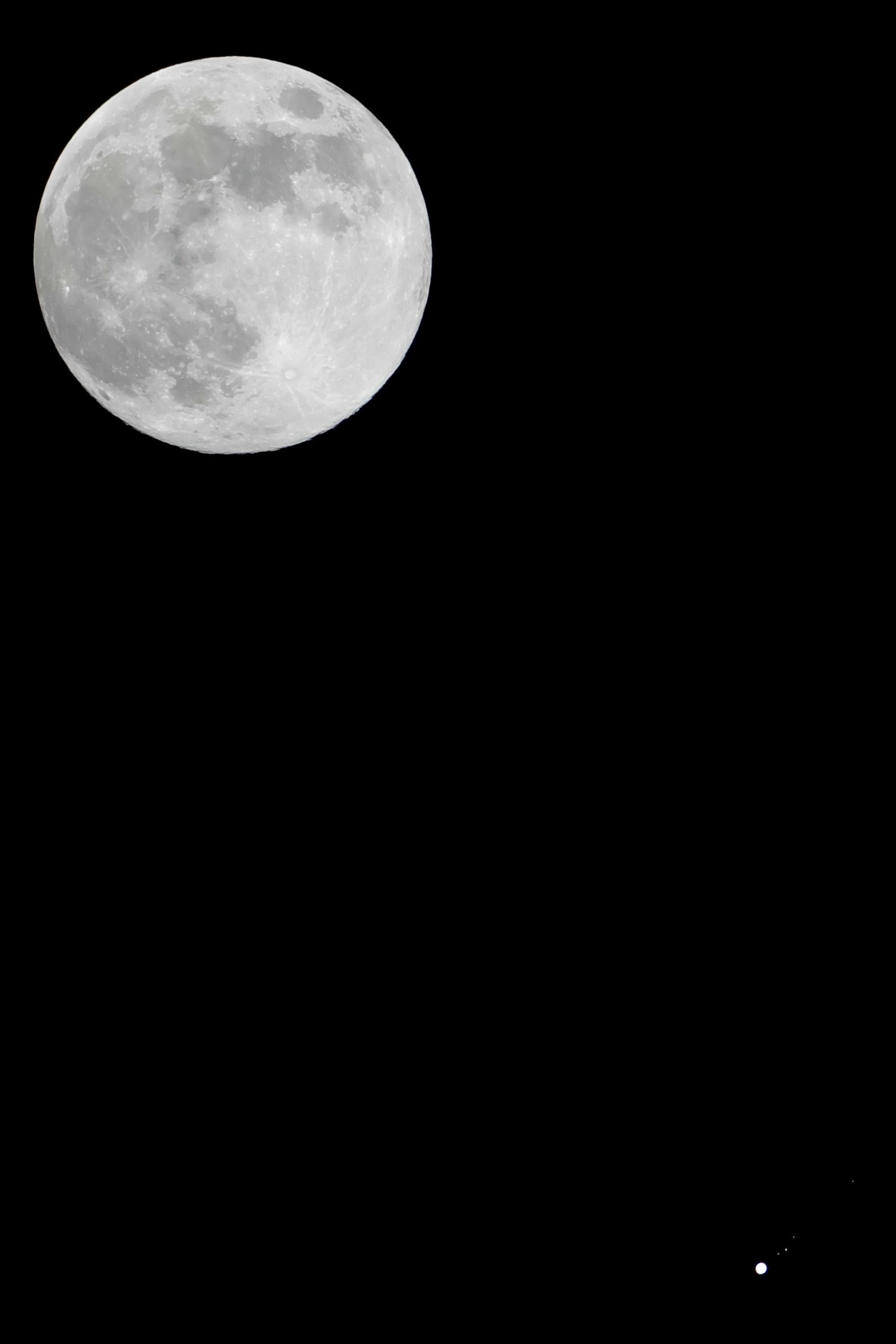
Sao Mộc với Vệ tinh Galileo - Io, Ganymede, Europa, và Callisto (gần kéo dài tối đa), tương ứng - và trăng tròn như đã thấy xung quanh giao hội vào 10 tháng 4 năm 2017.

## Quỹ đạo chuyển động

Ba vệ tinh Galileo bên trong xoay quanh cộng hưởng 1: 2: 4